# Tanner Glass
Tanner Glass (* 29. November 1983 in Regina, Saskatchewan) ist ein ehemaliger kanadischer Eishockeyspieler und derzeitiger -funktionär, der im Verlauf seiner aktiven Karriere zwischen 2003 und 2019 unter anderem 594 Spiele für die Florida Panthers, Vancouver Canucks, Winnipeg Jets, Pittsburgh Penguins, New York Rangers und Calgary Flames in der National Hockey League (NHL) auf der Position des linken Flügelstürmers bestritten hat.

## Karriere
Glass begann seine Karriere in der Saison 2001/02 bei den Penticton Panthers in der kanadischen Juniorenliga British Columbia Hockey League und beendete seine erste Spielzeit mit 39 Scorerpunkten aus 57 Partien. Im Laufe der folgenden Saison wurde er innerhalb der Liga zu den Nanaimo Clippers transferiert und nahm 2003 am BCHL All-Star Game teil. Zwischen 2003 und 2007 stand der Kanadier für die Universitätsmannschaft des Dartmouth College in der ECAC Hockey, die in den Spielbetrieb der National Collegiate Athletic Association (NCAA) eingegliedert ist, auf dem Eis. Nachdem Glass in der Saison 2005/06 bereits als Assistenzkapitän fungiert hatte, führte er der Mannschaft in dem folgenden Jahr als Kapitän an.
Nachdem Glass zuvor im NHL Entry Draft 2003 in der neunten Runde als insgesamt 265. Spieler von den Florida Panthers aus der National Hockey League (NHL) ausgewählt worden war, erhielt er im März 2007 zunächst einen Probevertrag (try-out) bei deren Farmteam Rochester Americans und absolvierte bis zum Ende der Saison 2006/07 insgesamt vier Einsätze in der American Hockey League (AHL). Im August 2007 erhielt der Angreifer schließlich einen Zweiwegevertrag bei den Panthers, begann die anschließende Spielzeit jedoch zunächst erneut bei den Americans in der AHL. Im November 2007 wurde Glass erstmals in den NHL-Kader berufen und bestritt bei der 3:4-Niederlage gegen die Carolina Hurricanes seine erste Partie in der höchsten Spielklasse Nordamerikas. Im Verlauf der Saison folgten 40 weitere Einsätze, während er den Rest der Zeit beim Farmteam in der AHL verbrachte. Das folgende Jahr spielte Glass fast ausschließlich für Rochester, bevor er im Februar 2009 eine Verletzung erlitt und daraufhin für den Rest der Saison ausfiel. Nachdem sein Vertrag in Florida ausgelaufen war, unterschrieb er im Sommer 2009 einen Einjahreskontrakt beim Ligakonkurrenten Vancouver Canucks. In Vancouver absolvierte er seine erste vollständige Spielzeit in der NHL und verbuchte am Saisonende elf Scorerpunkte sowie 115 Strafminuten aus 67 Spielen. Im Juni 2010 erhielt er eine einjährige Vertragsverlängerung bei den Canucks und etablierte sich in der Saison 2010/11 als fester Bestandteil der vierten Sturmreihe, bis ihn im März 2011 eine Verletzung zu einer einmonatigen Pause zwang. Mit seiner Mannschaft erreichte der Kanadier anschließend das Finale der Stanley-Cup-Playoffs 2011, wo man jedoch den Boston Bruins unterlag. Glass blieb dabei in allen 24 Playoff-Partien seines Teams ohne Scorerpunkt.
Im Juli 2011 wurde Glass von den Winnipeg Jets verpflichtet und erhielt dort einen Einjahresvertrag bei einem kolportierten Gehalt von 750.000 US-Dollar.  Die folgende Spielzeit bestritt der Linksschütze in der dritten Angriffsformation an der Seite von Jim Slater sowie Chris Thorburn und verzeichnete dabei mit 16 Scorerpunkten die punktbeste Saison seiner NHL-Karriere. Während der Sommerpause 2012 wechselte der Flügelstürmer innerhalb der Liga zu den Pittsburgh Penguins, spielte jedoch für die Dauer des Lockouts zu Beginn der Saison 2012/13 beim HC 05 Banská Bystrica in der slowakischen Extraliga. Im Sommer 2014 wurde Glass von den New York Rangers verpflichtet, wo er in der Saison 2014/15 insgesamt 66 Spiele bestritt und dabei sechs Scorerpunkte erzielte. Nachdem seine Leistungen zu Beginn der folgenden Spielzeit erneut hinter den Erwartungen zurückblieben, wurde der Kanadier in die AHL zum Farmteam Hartford Wolf Pack geschickt. Im Dezember 2015 berief man Glass aufgrund von Verletzungen und Formschwächen etablierter Spieler zurück in den NHL-Kader, wo er sich bis zu seinem Vertragsende im Sommer 2017 aber nicht dauerhaft etablieren konnte. Im August 2017 nahm der Free Agent einen Probevertrag der Calgary Flames an, aus dem schließlich im Oktober desselben Jahres ein fester Kontrakt wurde. Dieser wurde im Sommer 2018 nicht verlängert.
Im August 2018 wechselte Glass ein zweites Mal nach Europa, als er sich im August 2018 den Boxers de Bordeaux aus der französischen Ligue Magnus anschloss. Nachdem er dort die Spielzeit 2018/19 verbracht hatte, beendete der 35-Jährige im Sommer 2019 seine aktive Karriere. Er kehrte daraufhin nach Nordamerika zurück und wurde im Trainerstab der New York Rangers angestellt, wo er zur Saison 2020/21 zum Assistant Director of Player Development befördert wurde.

## Spielweise
Glass gilt als hart arbeitender Enforcer, der in der NHL zumeist in der vierten Angriffsreihe eingesetzt wird und sich durch seine aggressive Spielweise sowie harte Zweikampfführung auszeichnet. Bedingt durch seine Spielweise gerät Glass häufig in Auseinandersetzungen und Faustkämpfe mit seinen Gegenspielern, was sich wiederum in einer hohen Anzahl an Strafminuten widerspiegelt. Weiterhin wird Glass als Führungsspieler mit hoher Arbeitsmoral beschrieben.

## Karrierestatistik
(Legende zur Spielerstatistik: Sp oder GP = absolvierte Spiele; T oder G = erzielte Tore; V oder A = erzielte Assists; Pkt oder Pts = erzielte Scorerpunkte; SM oder PIM = erhaltene Strafminuten; +/− = Plus/Minus-Bilanz; PP = erzielte Überzahltore; SH = erzielte Unterzahltore; GW = erzielte Siegtore; 1 Play-downs/Relegation; Kursiv: Statistik nicht vollständig)